# División Brandeburgo

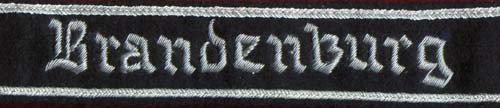
Brazalete de los miembros de la unidad.

La División Brandenburgo, también denominada T-Truppen o "Comando Brandenburgo", fue una unidad alemana de operaciones especiales durante la Segunda Guerra Mundial, perteneciente al Abwehr y destinada inicialmente a operaciones sorpresa y de infiltración profunda. Fue creada a iniciativa de Theodore von Hippel. En 1943, al pasar Alemania a una actitud esencialmente defensiva, la unidad fue convertida en división de infantería y anexada al alto mando de las fuerzas armadas mientras que algunos de sus miembros se pasaron a la recién creada unidad de operaciones de especiales de las Waffen-SS.

## Orígenes
Theodore von Hippel, un oficial del Ejército imperial alemán experto en acciones de sabotaje, propuso una vez terminada la Primera Guerra Mundial al alto mando del Reichswehr, la creación de una unidad de élite entrenada para realizar misiones de comando relámpago dentro de territorio enemigo. Sin embargo, las profundas restricciones del Tratado de Versalles impidieron la concreción de esta iniciativa. Con el ascenso al poder del los nazis en 1933, von Hippel volvió a proponer la misma idea a la recién creada Abwehr (Oficina de Inteligencia Militar) liderada por Wilhelm Canaris, quien apoyó la iniciativa. Se le autorizó a formar un batallón entrenado y autónomo que pudiera realizar actos de sabotaje, captura y aseguramiento de puentes y autopistas, aseguramiento de blancos estratégicos, trabajos de demolición y eliminación selectiva de personajes de alta connotación. 
En la Wehrmacht se les conocía al principio como los T-Truppen o batallón Ebbinghaus. El batallón Ebbinghaus estaba compuesto de 500 hombres provenientes de la Alta Silesia y sus dos compañías estaban mandadas principalmente por tenientes de la Wehrmacht dirigidos férreamente por von Hippel. Dicho grupo estaba directamente bajo las directrices de la Abwehr de Canaris y no era requisito que los voluntarios tuvieran el certificado de ariedad exigido a las SS, podían vestir uniformes del enemigo o de paisano de los países conquistados sin ser considerados desertores o renegados. Los T-Truppen eran eximios kayakistas, paracaidistas, expertos en la fabricación de explosivos, además de dominar varios idiomas con fluidez y conocer las costumbres locales del lugar de la operación.

## Historial de operaciones

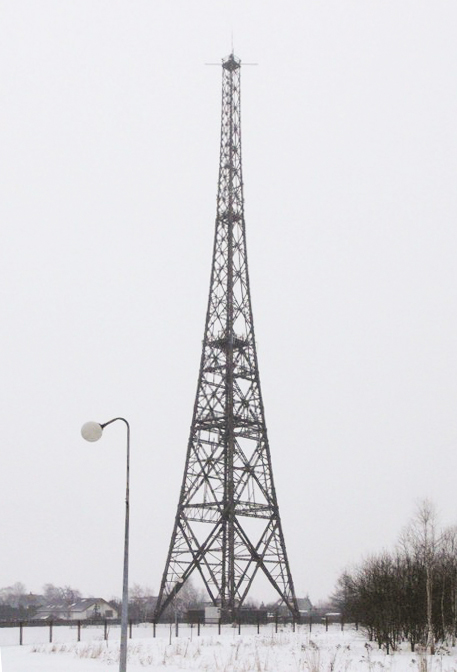
Antena de la Radio Gleiwitz en Polonia.

### Bautismo en Polonia
Su bautismo de fuego fue a finales de agosto de 1939, en el asalto a Radio Gleiwitz, operación previa a la Invasión de Polonia. Los T-Truppen actuaron profundamente en territorio polaco, tomando puentes como el de Demblin o estaciones ferroviarias como la de Katowice. En estas acciones se destacó el teniente Siegfried Grabert. Terminada la campaña de Polonia en octubre de 1939, el batallón Ebbinghaus fue disuelto temporalmente por von Hippel para crear un batallón de cuatro compañías denominado LB Kompanie zbV 800 (cuyo nombre completo era Lehr und Bau Kompanie zur besonderen Verwendung 800, es decir, compañía 800 de instrucción y construcción para misiones especiales), estableciendo su cuartel general en Brandeburgo, por lo que desde ese momento se les llamó batallón "Brandeburgo". Hasta entonces no habían tenido relación con las ¨Waffen-SS de Himmler. De hecho, éste pensaba que la Abwehr estaba creando su propio ejército privado.

### Operaciones en Bélgica y Holanda
El 1 de mayo de 1940 se realizó una operación contra la Central de correos de Luxemburgo en Bélgica. Un comando de 12 efectivos vestidos de paisano llegaron a Luxemburgo acompañados por un grupo de atractivas muchachas simulando ser bulliciosos turistas. Una vez que no despertaron sospechas, las muchachas regresaron secretamente a Alemania y los efectivos se hospedaron en un hotel esperando una palabra clave por radio que serviría para que empezar la operación. El 9 de mayo de 1940, a las 22:00 un locutor de una emisora alemana empleó la palabra clave Mörgenröte (aurora), lo que dio inicio a una operación en el Ministerio de Correos cortando la energía eléctrica, por lo que los belgas a cargo de la central de correos llamaron a un electricista para solucionar el problema. Los brandeburgueses identificaron y capturaron al electricista y lo reemplazaron, presentándose en la central como sustitutos, con lo que finalmente terminaron por descomponer todo el sistema de comunicaciones, quedando de este modo todas las unidades belgas de la frontera sin comunicación.
Terminada la misión fueron retirados de forma relámpago mientras comenzaba la penetración alemana en territorio belga. Los brandeburgeses además realizaron operaciones de infiltración en Holanda, capturando con éxito el puente de Gennep sobre el río Mosa con una hábil maniobra de soldados disfrazados de policías holandeses.

### Otras operaciones
Terminada la campaña de Francia, fueron elevados a la categoría de regimiento y fueron arduamente entrenados para actuar en Inglaterra como apoyo previo a la Operación León Marino; pero el fracaso de la Luftwaffe por el control aéreo supuso la cancelación de los planes alemanes de invasión. También se registraron operaciones contra el puerto de Orsova en el Danubio, durante la Invasión de Yugoslavia, y en otros puntos la península de los Balcanes.

### Operación Barbarroja
El regimiento Brandeburgo participó desde el mismo día de la Invasión a la Unión Soviética, principalmente en la Ucrania occidental. En 1942, durante la Operación "Azul", el teniente Adrian von Fölkersam y sus hombres tenían asignada la misión de apoderarse de los campos petrolíferos de Maikop, para lo cual se disfrazaron como soldados soviéticos y Fölkersam de oficial de la NKVD. La estratagema estuvo tan bien planeada que incluso, valiéndose de unos desertores soviéticos, lograron engañar al comandante encargado de las defensas de Maikop, y cuando las fuerzas alemanas se acercaron a Maikop, los soviéticos fueron engañados con una orden de retirada y abandonaron las defensas, entregando a las fuerzas alemanas el lugar sin realizar un solo disparo.

### Traspaso al OKW y final

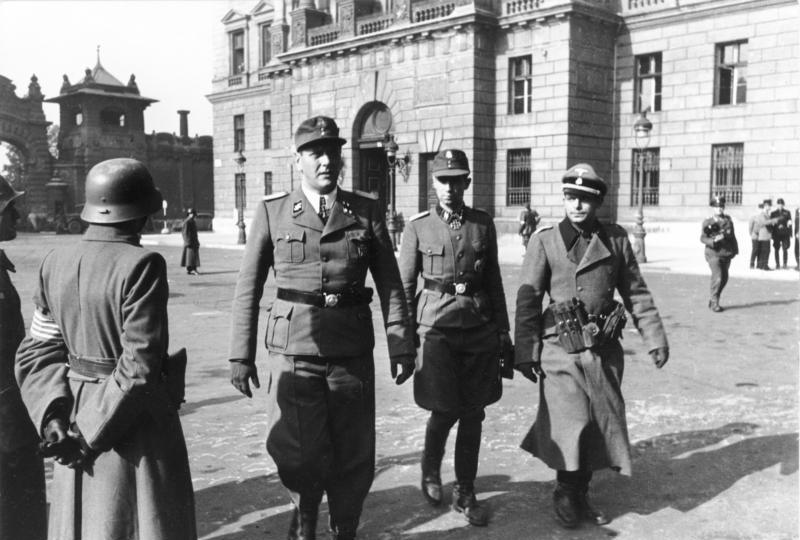
Adrian von Fölkersam a la derecha de la fotografía junto a Otto Skorzeny en Budapest, octubre de 1944.

En 1943, Canaris había perdido credibilidad ante Hitler. El regimiento Brandeburgo fue separado de la Abwehr y asimilado a una unidad regular de la Wehrmacht, bajo mando directo del OKW. Muchos brandeburgueses, entre ellos Fölkersam, solicitaron su traslado a las unidades de operaciones especiales recién creadas en las Waffen-SS al mando de Otto Skorzeny, pero el propio Canaris impidió este traslado para disgusto de Skorzeny. Tras la caída de Canaris, la unidad fue convertida en división mecanizada y enviada al frente oriental. Fölkersam y sus hombres pasaron a formar parte del batallón Jäger-SS de Skorzeny. 
Los combatientes brandeburgueses terminaron la guerra encuadrados en el cuerpo de ejército Großdeutschland, realizando operaciones de tierra quemada en Memel ante el avance soviético hacia tierras alemanas en 1945. Finalmente la mayoría causaron baja, fueron capturados o desaparecieron, mientras que unos pocos lograron escapar a Sudáfrica, donde apoyaron a regímenes de esas latitudes.